# 16055 Dellisanti
16055 Dellisanti è un asteroide della fascia principale. Scoperto nel 1999, presenta un'orbita caratterizzata da un semiasse maggiore pari a 2,7698609 au e da un'eccentricità di 0,1010960, inclinata di 8,06133° rispetto all'eclittica.